# Funk rock
Sous-genres
Funk metal, dance-punk, Mangue beat
Le funk rock, ou funk-rock, est un genre musical mêlant éléments de funk et de rock. James Brown, entre autres, déclare que Little Richard et son groupe au milieu des années 1950, The Upsetters, ont été les premiers à mêler funk et rock 'n' roll,.
Les premières incarnations funk rock enregistrées datent des années 1960 jusqu'au milieu des années 1970 avec des groupes tels que The Jimi Hendrix Experience (en particulier les albums Band of Gypsys et First Rays of the New Rising Sun), Eric Burdon and War, Ike and Tina Turner, Trapeze, Black Merda, Parliament-Funkadelic, Betty Davis et Mother's Finest. À la fin des années 1980 et 1990, le funk rock s'accroit en popularité, avec des groupes tels que Rage Against the Machine, Incubus, Infectious Grooves, Red Hot Chili Peppers, Faith No More et Primus qui mêlent du funk rock à plusieurs autres genres, comme le heavy metal, le hip-hop, le rock expérimental et le punk rock.

## Caractéristiques
Le funk rock est un mélange de funk et de rock, principalement caractérisé par des morceaux de basse ou de batterie et de guitare électrique. Le rythme et la basse s'inspirent de la musique funk mais avec plus d'intensité, tandis que la guitare peut être plus axée funk ou rock, faisant habituellement usage de la distorsion.

## Histoire

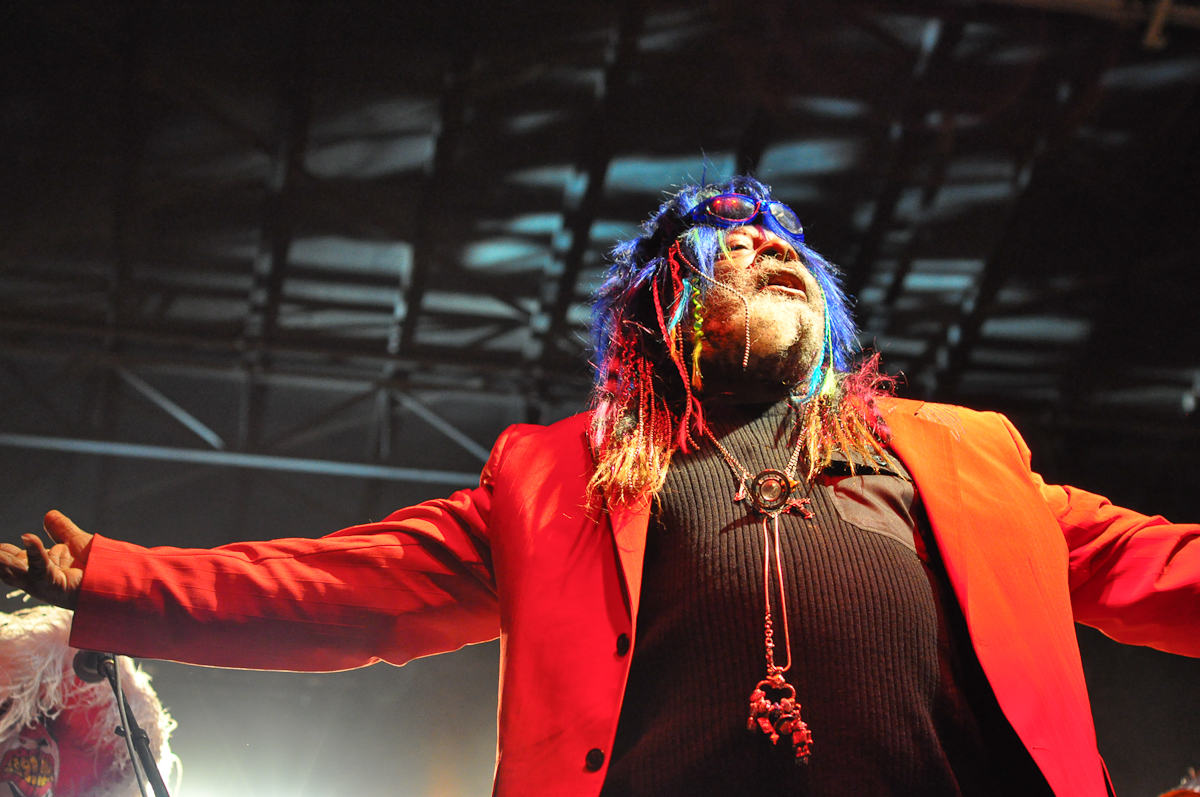
George Clinton au Voodoo Music Experience, La Nouvelle-Orléans, 2009.

Jimi Hendrix est le premier musicien connu pour avoir mêlé rythme et riffs du funk à ses débuts au son rock, comme en témoigne l'un de ses premières chansons Little Miss Lover (1967). Son album live intitulé Band of Gypsys en 1970 se caractérise par des riffs et un rythme funky (en particulier les chansons Who Knows et Power of Soul). Par la suite, le guitariste poursuit dans cette voie pour la réalisation de l'album First Rays of the New Rising Sun qui sort bien des années plus tard après sa mort.
À la même époque, le groupe Sly and the Family Stone pratique un mélange de funk, de soul, et de rock psychédélique. Ce style est parfois appelé soul psychédélique. Au début des années 1970, le célèbre duo Ike and Tina Turner ajoute lui aussi le rock à ses racines rhythm and blues. Cette tendance s'entend notamment dans les albums Come Together (1970), Nuff Said (1971) et Nutbush City Limits (1973).
Led Zeppelin fait également l'expérience du funk rock, dans des chansons telles que The Crunge,, Trampled Under Foot et The Wanton Song, la première rendant hommage à James Brown.  
Mais c'est George Clinton qui est réellement considéré comme père fondateur du genre depuis 1970. Clinton lance le nom de « P-Funk » pour décrire le nouveau concept du funk. Ses groupes, Funkadelic et Parliament, définissent pratiquement le funk depuis la publication du classique funk rock de Funkadelic intitulé Maggot Brain (1971). D'autres albums funk rock du groupe seront par la suite publié comme Cosmic Slop, Standing on the Verge of Getting It On, Hardcore Jollies et Let's Take It to the Stage. Des albums tels que One Nation Under a Groove et Electric Spanking of War Babies se caractérisent par un son moins agressif mais toujours centré sur l'approche funk rock du groupe. Bootsy Collins, l'ancien bassiste de James Brown et de Funkadelic, s'illustre lui aussi dans ce style.

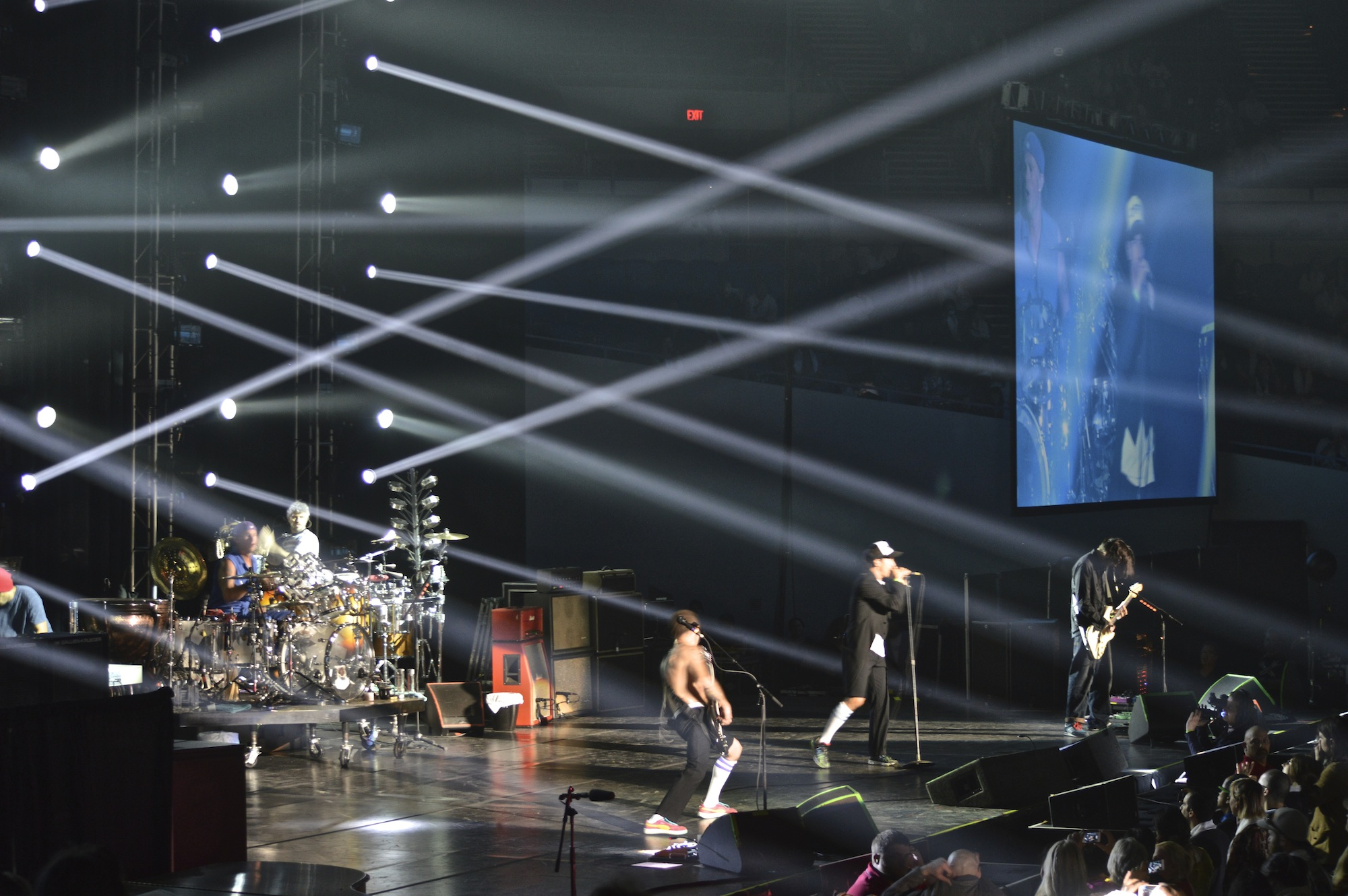
Les Red Hot Chili Peppers au Environmental Summit 2013, à Portland, dans l'Oregon.

D'autres groupes funk rock émergent dans les années 1970 comme le groupe britannique Trapeze et les groupes américains Shotgun, Mother's Finest et Black Nasty. La chanteuse Betty Davis s'investit également dans des albums funk rock significatifs. Plus tard dans la décennie, le groupe Defunkt mêle lui les influences de funk, de rock, mélangées au jazz, voire au punk rock.
Le musicien et chanteur Prince, un admirateur de George Clinton, popularise le mélange du funk, du rock et de la musique électronique au début des années 1980, notamment dans les albums Dirty Mind, Controversy et Purple Rain.
Vers le milieu des années 1980, de nouveaux groupes, tels Dan Reed Network, Red Hot Chili Peppers, Fishbone, Living Colour ou 24-7 Spyz, s'engagent dans la voie de la fusion du funk et du rock, mais en y incorporant également des éléments de metal, de rap ou de ska. Cette tendance est représentée en France par le groupe FFF, qui invente le terme « fonck », contraction des mots « funk » et « rock ». Le groupe revendique lui aussi l'influence de Clinton, dont il fait d’ailleurs la première partie.